# Adromischus
Adromischus é um género botânico pertencente à família Crassulaceae.  São plantas endêmicas do sul da África. O nome vem do grego antigo "adros" (=grosso) e "mischos" (=tronco).

## Espécies
- Adromischus alstonii
- Adromischus bicolor
- Adromischus caryophyllaceus
- Adromischus coleorum
- Adromischus cooperi
- Adromischus cristatus
- Adromischus diabolicus
- Adromischus fallax
- Adromischus filicaulis
- Adromischus hemisphaericus
- Adromischus humilis
- Adromischus inamoenus
- Adromischus leucophyllus
- Adromischus liebenbergii
- Adromischus maculatus
- Adromischus mammillaris
- Adromischus marianae
- Adromischus maximus Hutchison
- Adromischus montium-klinghardtii
- Adromischus nanus
- Adromischus phillipsiae
- Adromischus roaneanus Uitewaal
- Adromischus schuldtianus
- Adromischus sphenophyllus
- Adromischus subdistichus
- Adromischus subviridis
- Adromischus triflorus
- Adromischus trigynus
- Adromischus umbraticola